# Platón (cráter)

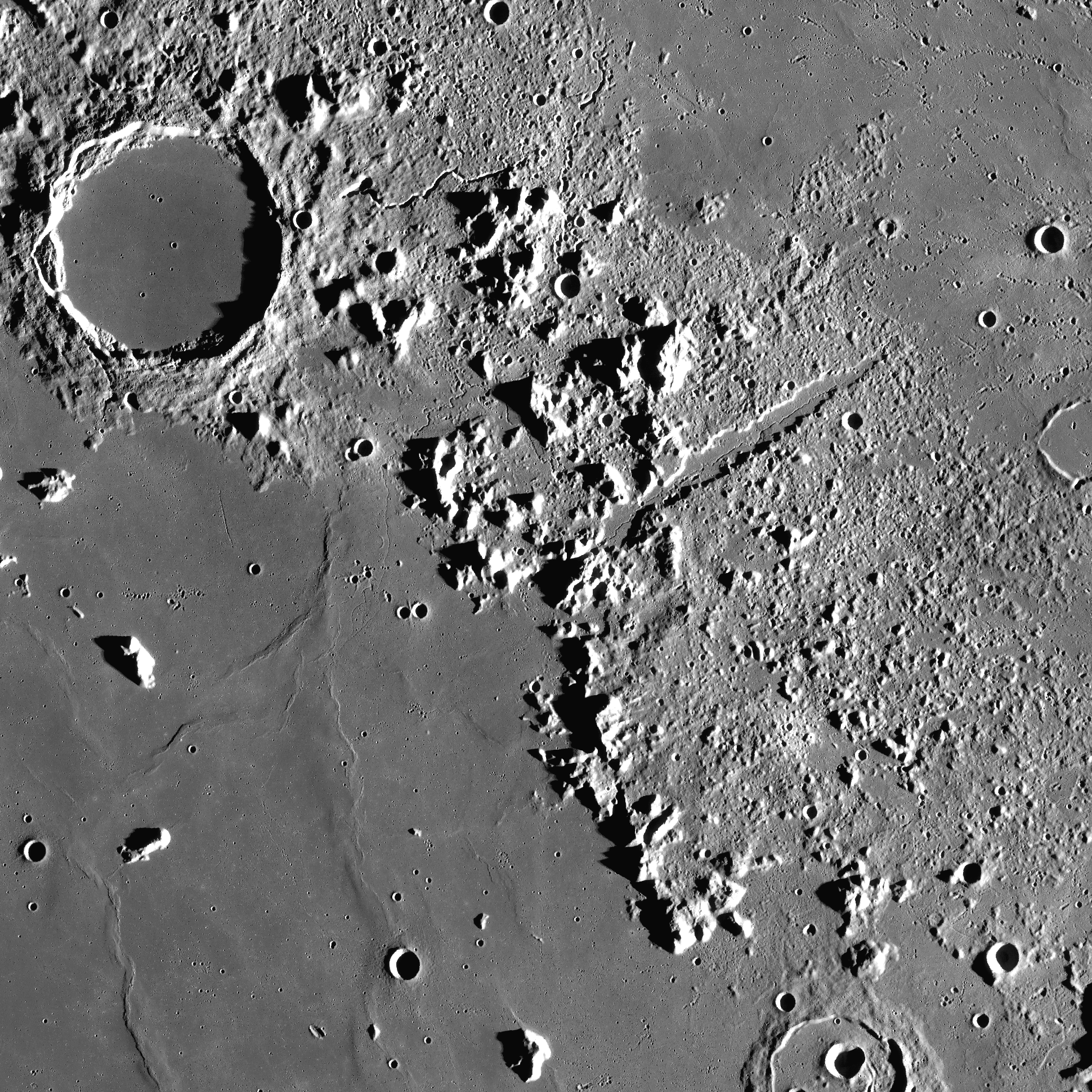
Vista a gran altura de los Montes Alpes, con Plato en la esquina superior izquierda de la imagen. Fotografía LRO

Platón (Plato) es un cráter de impacto de la Luna que se encuentra situado entre el Mare Imbrium y el Mare Frigoris, en el extremo oeste de la cordillera de los Montes Alpes. Es uno de los rasgos lunares más populares y observados, visible con cualquier tipo de telescopio. 
|  |

El astrónomo Giovanni Riccioli fue quien asignó su nombre actual al cráter en 1651, en referencia al filósofo griego Platón.

## El cráter
El cráter es casi circular, aunque debido al escorzo parece ovalado. Tiene 100 km de diámetro y sus paredes una altitud de 1000 m, con algunos picos que alcanzan los 2000 m, que proyectan grandes sombras sobre el fondo del cráter, gracias a lo que se puede observar todo su relieve.
El fondo del cráter es llano, cubierto por lava basáltica, de un tono mucho más oscuro que el de los mares contiguos, motivando que el astrónomo Johannes Hevelius lo bautizase en 1647 como el  “Gran Lago Negro”. En el suelo existen diversos cráteres de pequeño tamaño, el más grande de los cuales tiene 3 km de diámetro. 
Las paredes del cráter presentan diversos signos de derrumbamiento. El más evidente se encuentra en la muralla oeste del cráter, consistente en un bloque triangular, llamado Platón dseda, que se ha desprendido y ha caído en el interior, de manera que tras él queda un cañón.
La formación de Platón seguramente sea posterior al nacimiento del Mare Imbrium, dado que el cráter no habría podido sobrevivir al impacto que formó la cuenca del mar hace 3850 millones de años. Los datos sugieren que Platón se formó y posteriormente se inundó con lava procedente del Mare Imbrium en el intervalo que va entre 3850 y 3000 millones de años atrás.

## Fenómenos lunares transitorios
El cráter Platón es el que tiene más registros de fenómenos lunares transitorios desde que se tienen noticias de la existencia de este fenómeno. Desde J. H. Schröter en 1788 se viene mencionando la aparición de luces o destellos en su fondo, no faltando observadores que en 1867 viesen en su fondo grupos de 4 hasta 21 luces, que aumentaban y disminuían de brillo alternativamente con el tiempo. En 1877 el Dr. Klein avistaría un extraño triángulo luminoso en el mismo fondo y H. P. Wilkins notificaría en 1944 la presencia de un punto de luz brillante en el cráter.
Además de las luces también se ha observado otro tipo de fenómenos extraños, como neblinas extendidas en el fondo del cráter, emborronamiento aparente de unas partes del borde mientras que otras permanecen muy bien definidas, resplandores coloreados a lo largo del borde del cráter, etc.

## Galería de imágenes

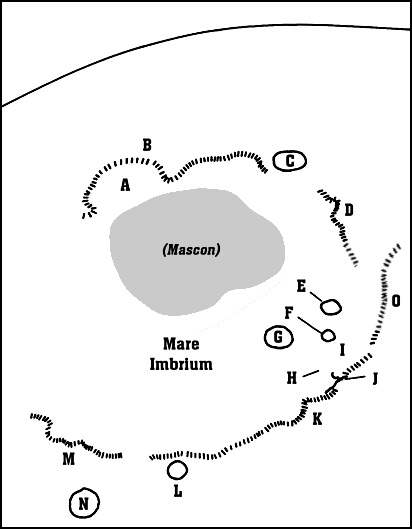
Croquis de los elementos del Mare Imbrium. Platón aparece marcado con la "C".
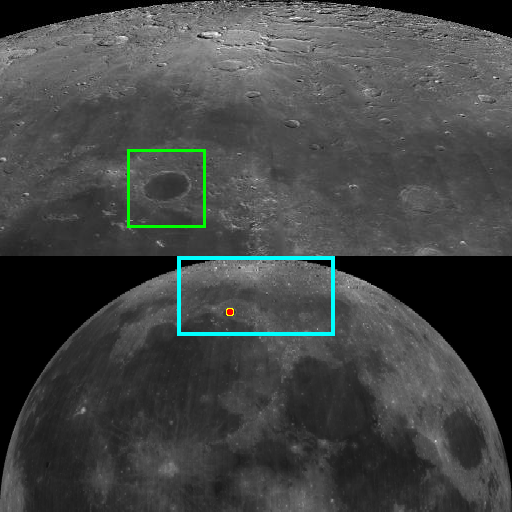
Localización de Platón sobre imágenes de la misión Clementine.
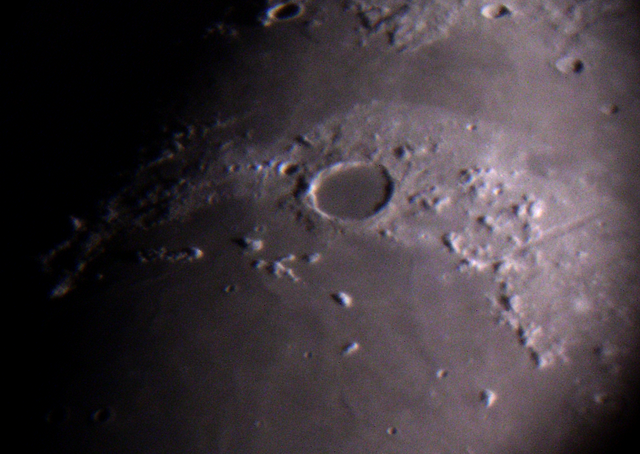
Platón (centro) en una fotografía telescópica desde la Tierra.
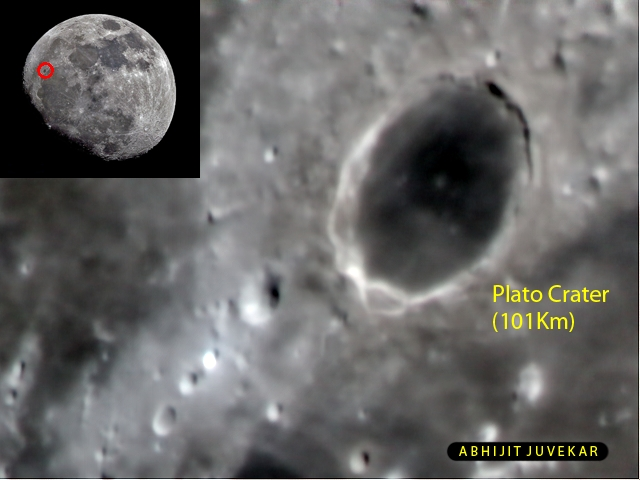
Otra vista desde la Tierra.
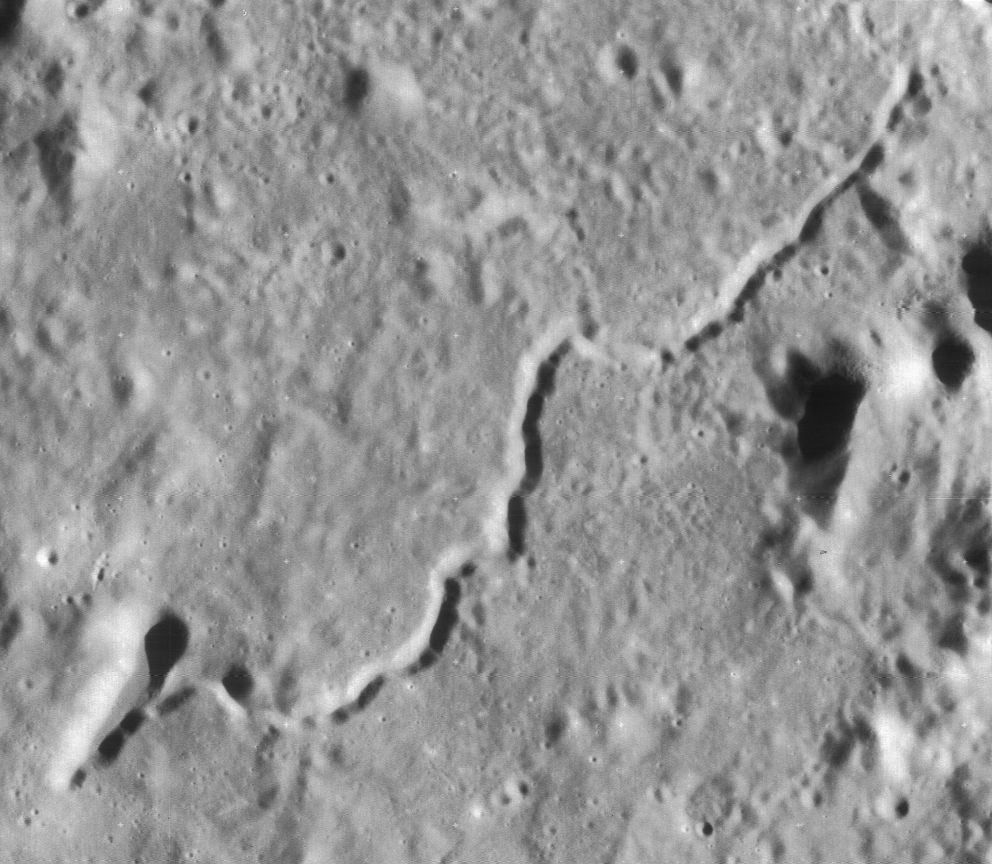
Rimae Plato (imagen Lunar Orbiter 4)
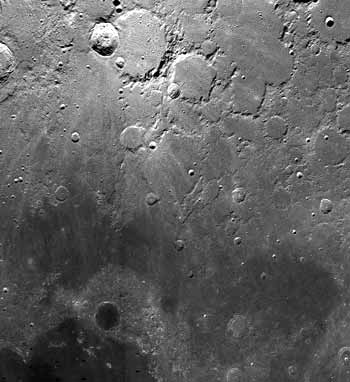
Foto del Mare Frigoris. Platón es la forma circular oscura al sur del mare.

## Cráteres satélite
Los cráteres satélite son pequeños cráteres situados próximos al cráter principal, recibiendo el mismo nombre que dicho cráter acompañado de una letra mayúscula complementaria (incluso si la formación de estos cráteres es independiente de la formación del cráter principal). Por convención, estas características son identificadas en mapas lunares poniendo la letra en el lado del punto medio del cráter que se encuentre más cercano al cráter principal.
|  |  |

| Plato | Coordenadas                   | Diámetro |
| ----- | ----------------------------- | -------- |
| B     | 53°00′N 17°12′O / 53.0, -17.2 | 13 km    |
| C     | 53°12′N 19°24′O / 53.2, -19.4 | 10 km    |
| D     | 49°36′N 14°30′O / 49.6, -14.5 | 10 km    |
| E     | 49°42′N 16°12′O / 49.7, -16.2 | 7 km     |
| F     | 51°42′N 17°24′O / 51.7, -17.4 | 7 km     |
| G     | 52°06′N 6°18′O / 52.1, -6.3   | 8 km     |
| H     | 55°06′N 2°00′O / 55.1, -2.0   | 11 km    |
| J     | 49°00′N 4°36′O / 49.0, -4.6   | 8 km     |
| K     | 46°48′N 3°18′O / 46.8, -3.3   | 6 km     |
| KA    | 46°48′N 3°36′O / 46.8, -3.6   | 6 km     |
| L     | 51°36′N 4°18′O / 51.6, -4.3   | 10 km    |
| M     | 53°06′N 15°24′O / 53.1, -15.4 | 8 km     |
| O     | 52°18′N 15°24′O / 52.3, -15.4 | 9 km     |
| P     | 51°30′N 15°12′O / 51.5, -15.2 | 8 km     |
| Q     | 54°30′N 4°48′O / 54.5, -4.8   | 8 km     |
| R     | 53°48′N 18°18′O / 53.8, -18.3 | 6 km     |
| S     | 53°48′N 14°54′O / 53.8, -14.9 | 6 km     |
| T     | 54°30′N 11°12′O / 54.5, -11.2 | 8 km     |
| U     | 49°36′N 7°24′O / 49.6, -7.4   | 6 km     |
| V     | 55°48′N 7°24′O / 55.8, -7.4   | 6 km     |
| W     | 57°12′N 17°48′O / 57.2, -17.8 | 4 km     |
| X     | 50°06′N 13°48′O / 50.1, -13.8 | 5 km     |
| Y     | 53°06′N 16°18′O / 53.1, -16.3 | 10 km    |

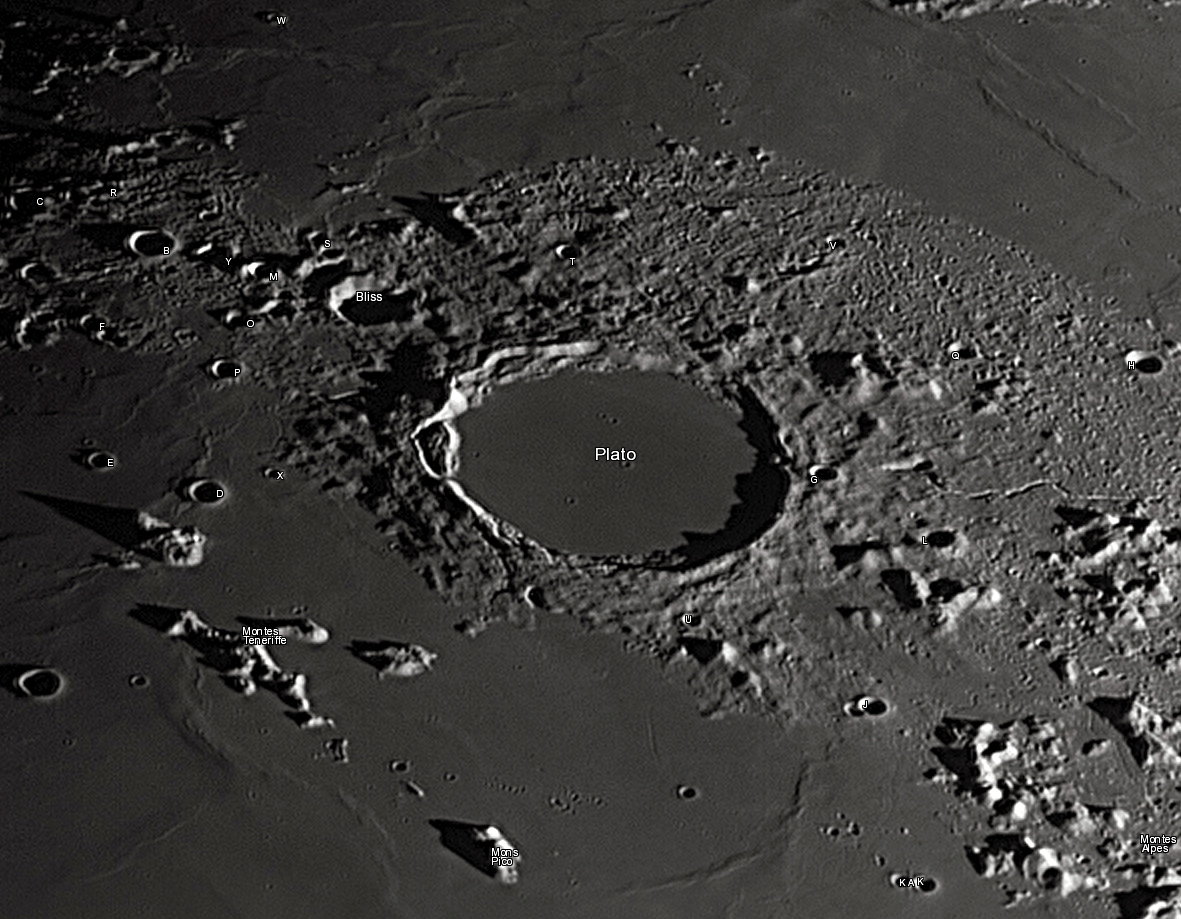
Cráter Platón y cráteres satélite.

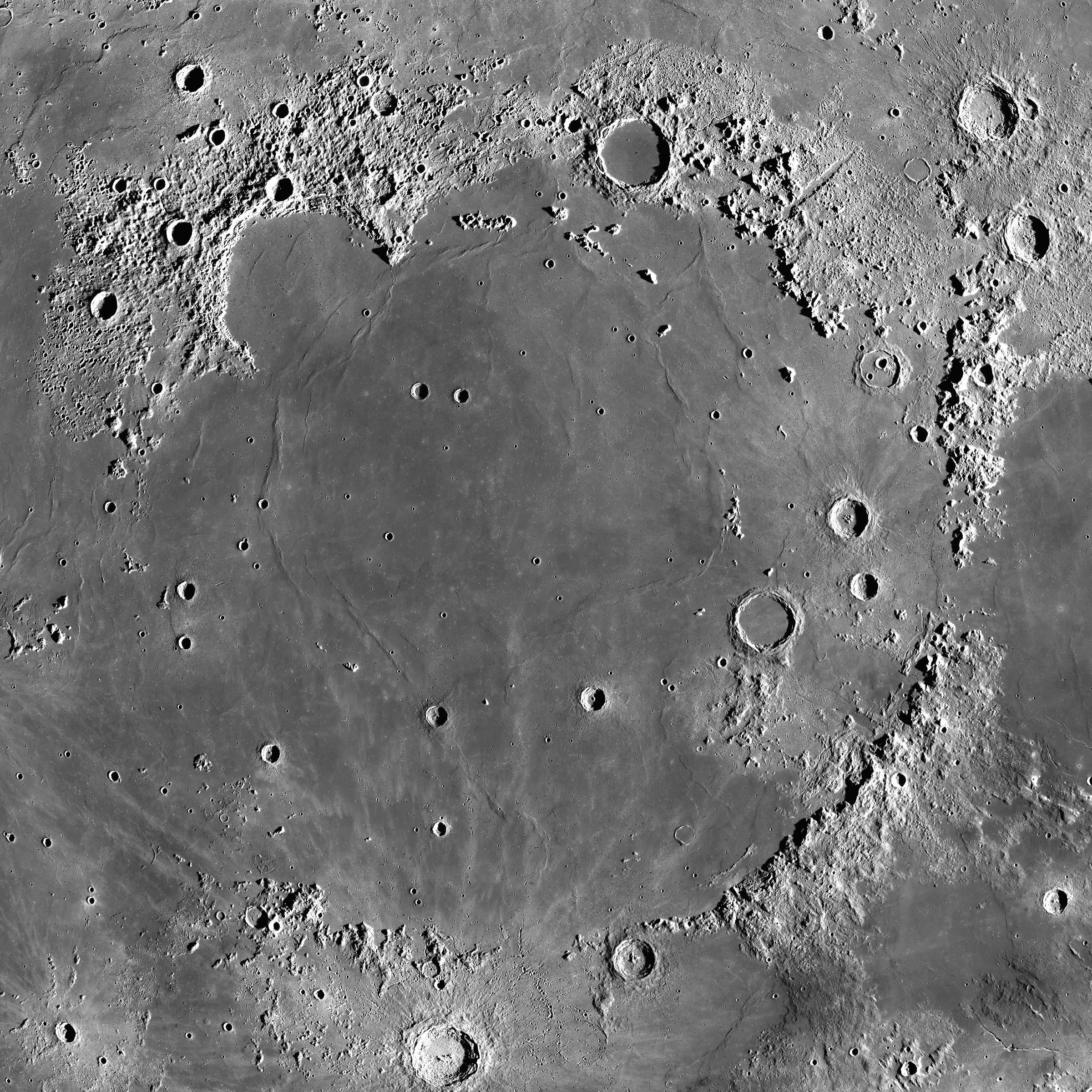
Vista general del Mare Imbrium, con el cráter Platón en la parte superior.

Los siguientes cráteres han sido renombrados por la UAI:
- Platón A - Véase Bliss (cráter).[6]

## Cráter Platón en la ficción
- El cráter Platón es la localización de un observatorio en la novela de Arthur C. Clarke Earthlight (1955); de la base lunar subterránea Hong Kong en la novela de Robert A. Heinlein La Luna es una cruel amante (1966); y de la Base Lunar Alpha en la serie televisiva de ciencia ficción  Space: 1999.
- Platón es el cráter de Matthew Looney y de Maria Looney, protagonistas de la serie de libros infantiles Looney (escrita por Jerome Beatty), ambientados en la Luna.
- Es mencionado en la famosa novela "Viaje alrededor de la Luna" del escritor Julio Verne.